# Wyższa Szkoła Rolnicza im. Haliny w Żabikowie

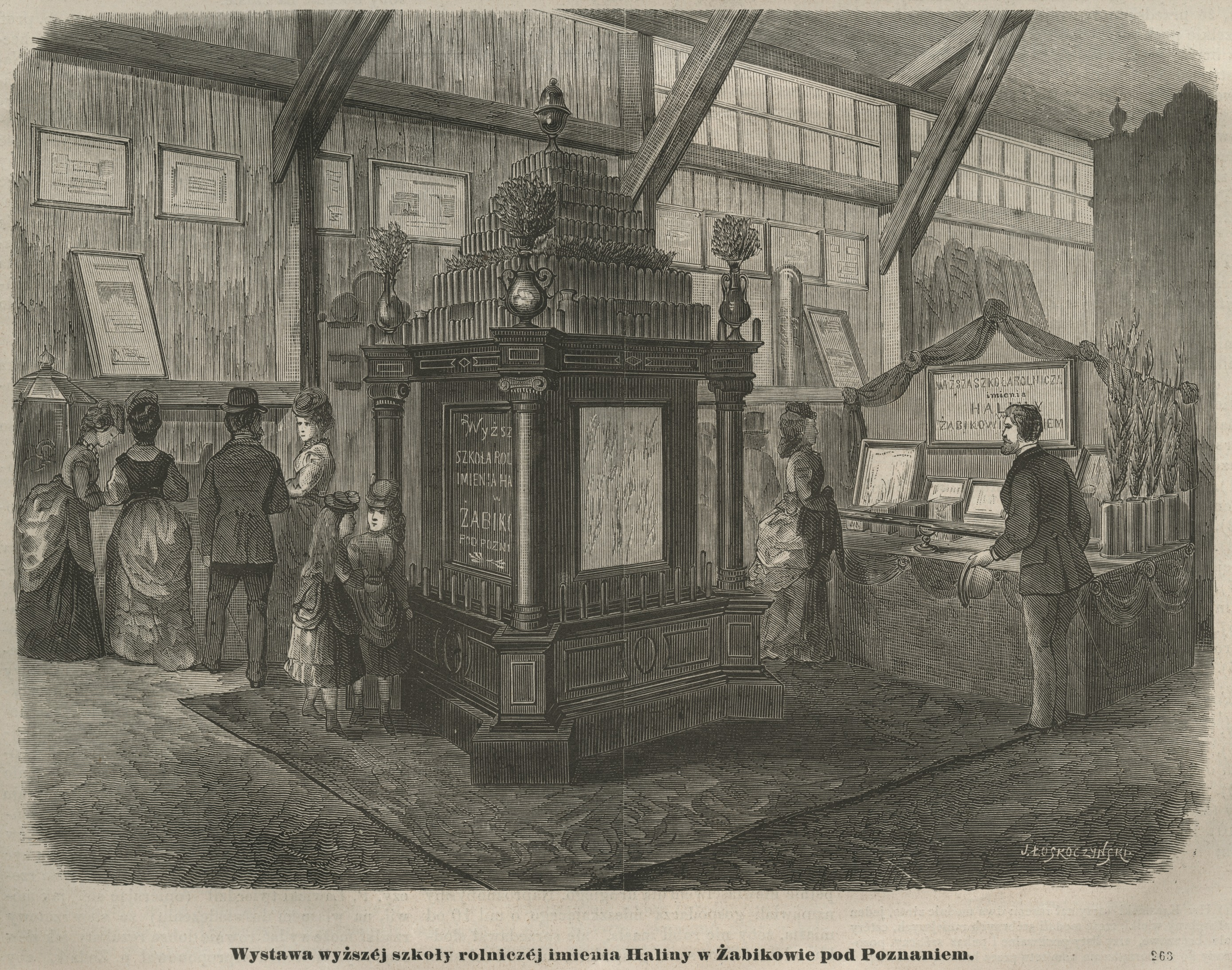
Wystawa Wyższej Szkoły Rolniczej imienia Haliny w Żabikowie pod Poznaniem podczas Wystawy rolniczo-przemysłowej w Warszawie w roku 1874

Wyższa Szkoła Rolnicza im. Haliny – dawna szkoła wyższa, założona przez Augusta Cieszkowskiego we wsi Żabikowo, która rozpoczęła swoją działalność 21 listopada 1870 i była wówczas jedyną szkołą wyższą w zaborze pruskim. 
Dzięki kadrze oraz dorobkowi naukowemu i dydaktycznemu Wyższej Szkoły Rolniczej w Żabikowie powołany został Wydział Rolniczo-Leśny - jeden z pierwszych wydziałów, utworzonej w 1919 roku w Poznaniu, Wszechnicy Piastowskiej, przemianowanej rok później na Uniwersytet Poznański. Oprócz Augusta Cieszkowskiego - inicjatora i fundatora szkoły, związani byli z nią między innymi: Władysław Niegolewski i Roman May.
Zabytkowy budynek dawnej uczelni leży na terenie miasta Luboń, w części zwanej Starym Luboniem.

## Historia
Starania o utworzenie szkoły rolniczej na ziemiach polskich Cieszkowski rozpoczął w podpoznańskiej Wierzenicy, gdzie posiadał liczne majątki ziemskie. Gdy nie uzyskał zgody od władz pruskich na utworzenie szkoły, przeniósł swoją inicjatywę do Żabikowa, oddając w bezpłatną dzierżawę posiadane tam grunty na potrzebę powołania szkoły rolniczej. Zastrzegł, że ma ona nosić imię Haliny, jego zmarłej żony. Szkoła rozpoczęła pracę 21 listopada 1870 roku i poprzez siedmioletnią działalność przyczyniła się do podwyższenia poziomu rolnictwa w Poznańskiem, a także wykształciła absolwentów przygotowanych do prowadzenia nowoczesnych gospodarstw rolnych.